# Radio Antwerpen
Radio Antwerpen (1922-1940 puis octobre à décembre 1962) était une radio implantée à Anvers et à diffusion internationale. Née comme radio libre, elle mènera une brève existence en tant que radio pirate.

## Histoire

### Période légale
En 1922, à Anvers, Georges De Caluwé (nl) après avoir obtenu une autorisation de l'État, crée une radio nommée ON 4 ED. Elle émet depuis le clocher d'une église ce qui lui vaut le surnom de "Radio 't Kerkske" (Radio Petite Église) .
De 1924 à 1935, ON 4 ED vit uniquement des ressources de Georges de Caluwe. Lorsque ce dernier annonce son intention de cesser toute émission, il reçoit le soutien de 20000 cotisants réunis au sein du Cercle des Amis d'ON 4 ED.
En 1940, alors que la Wehrmacht entre en Belgique, De Caluwe détruit son matériel afin qu'il ne puisse pas être utilisé par ces derniers.
À la libération, l'État Belge impose le monopole sur la radiodiffusion. De Caluwe, qui vient de reprendre les émissions, se voit retirer l'émetteur qu'il s'était procuré, et ce, malgré sa popularité.

### période pirate
Début octobre 1962, à 73 ans, George de Caluwe rachète "Le crocodile" ancien bateau de ravitaillement de la Marine Française. Il l'enregistre au Panama sous le nom de "Uilenspiegel" avant de l'équiper dans le port d'Anvers. Il prend alors la mer, les émissions débutent le 13 octobre à 14h25. La radio se nomme à présent Radio Antwerpen.
Début décembre 1962, la Belgique adopte une loi visant à censurer les Radio Pirates. George de Caluwe décède le 14 décembre à la suite d'une opération chirurgicale.
Le 16 décembre une violente tempête fait échouer le navire. Après avoir envoyé un signal de détresse, un bateau de secours en provenance de Zeebruges vient évacuer l'Uilenspiegel. Du fait de la tempête, un des membres de Radio Antwerpen meurt écrasé entre les deux bateaux. Quatre des membres restent à l'intérieur du bateau afin de continuer à émettre.
À minuit, comme tous les soirs, les pirates rendent l'antenne avec leur slogan habituel « À demain et bonne nuit ». Peu de temps après, l'Uilenspiegel, frappé à nouveau par une puissante vague, commence à couler. Les deux émetteurs sont détruits par le choc. Un remorqueur réussit à accrocher un câble, néanmoins il abandonne la manœuvre, qu'il considère trop dangereuse. Le bateau finit par échouer sur la plage de Cadzand. 
La carcasse de l'Uilenspiegel est dynamitée en 1971, après de plusieurs vaines tentatives de le débourber.

## Programmation
Dans les années 1920, grâce à la récente invention de la platine tourne-disques, elle est l'une des pionnières dans la diffusion de musique enregistrée sur disque.
En 1962, Radio Antwerpen émet sur 201 m en ondes moyennes avec une puissance de 10 kW. Son émetteur ondes courtes sur 7600 kHz lui permet d'être entendue à plus de 6000 km. Elle dispose de deux équipes qui se relaient toutes les deux semaines.
Les programmes sont majoritairement en néerlandais sauf l'émission Y'a d'la musique qui est en français.